# Morden i Sandhamn
Morden i Sandhamn är en dramaserie baserad på böckerna om Sandhamn av Viveca Sten. Det har gjorts tio säsonger som sänts i TV4 och C More, den första under julen 2010 som var baserat på I de lugnaste vatten, den andra sändes i tre avsnitt 17–19 december 2012 och baserades på I den innersta kretsen och den tredje säsongen sändes i december 2013 och var baserad på I grunden utan skuld.
Säsong 6 visades på C More under våren 2018 och visades senare på TV4.
I juni 2019 meddelades att en sjunde säsong med 4 avsnitt kommer att spelas in med planerad sändning under 2020. Säsongen bygger på karaktärerna i Viveca Stens böcker men är den första i serien som lämnar hennes romaner och själva ursprungshistorien. Avsnitten premiärvisades i augusti 2020. I augusti 2020 meddelades att en åttonde säsong skulle spelas in. Säsongen hade premiär den 8 augusti 2022 på C More.
Säsong 9 släpptes på C More den 3 april 2023 och släpps på TV4 den 17 april samma år.

## Rollista (i urval)
- Kriminalinspektör Thomas Andreasson – Jakob Cedergren (Säsong 1–6)
- Nora Linde – Alexandra Rapaport
- Alexander – Nicolai Cleve Broch (Säsong 7–)
- Miriam – Shirin Golchin (säsong 7-8)
- Bengt-Olof Stenmark – Gustaf Hammarsten (Säsong 7–)
- Margit – Anki Lidén (Säsong 1-6)
- Mia – Sandra Andreis (Säsong 2-6)
- Carina – Sofia Pekkari (Säsong 1-2)
- Pernilla – Ane Dahl Torp
- Sebbe – Anton Forsdik
- Henrik Linde – Jonas Malmsjö
- Jonas – Stefan Gödicke
- Claire – Lotta Tejle
- Lennart – Johan Hallström
- Signe – Harriet Andersson
- Karro - Anna Sise (Säsong 9)
- "Valpen" - Julius Fleischanderl (säsong 8-)[7]

## Säsonger
Källa: 
- Säsong 1: Morden i Sandhamn – I de lugnaste vatten (3 avsnitt) – 2010
- Säsong 2: Morden i Sandhamn – I den innersta kretsen (3 avsnitt) – 2012
- Säsong 3: Morden i Sandhamn – I grunden utan skuld (3 avsnitt) – 2013
- Säsong 4: Morden i Sandhamn – I natt är du död (3 avsnitt) – 2014
- Säsong 5: Morden i Sandhamn – I stundens hetta (3 avsnitt) – 2015
- Säsong 6: Morden i Sandhamn – I maktens skugga, I sanningens namn, I fel sällskap & I nöd och lust (4 avsnitt) – 2018
- Säsong 7: Morden i Sandhamn – Blå lögner (2 delar), Tvillingarna (2 delar), Löftet (2 delar), Vicky (2 delar) (8 avsnitt) – 2020
- Säsong 8: Morden i Sandhamn – Angelica (2 delar), Lili (2 delar), Olivia (2 delar) (6 avsnitt) – 2022
- Säsong 9: Morden i Sandhamn – Nadia (2 delar), Esther (2 delar), Max (2 delar) (6 avsnitt) – 2023
- Säsong 10: Morden i Sandhamn – Madeleine (2 delar), Nikki & Evelina (2 delar), Birgitta (2 delar) (6 avsnitt) – 2024